# Államok vezetőinek listája 530-ban
Ezen az oldalon az i. sz. 530-ban fennálló államok vezetőinek névsora olvasható földrészek, majd országok szerinti bontásban.

## Európa
- Bizánci Birodalom
  - Császár: I. Iusztinianosz (527–565)

- Vizigótok
  - Király: Amalarich (511-531)

- Osztrogót Királyság
  - Király: Athalarich (526–534)
  - Régens: Amalasuintha (526-534)

- Burgundok
  - Király: II. Godomar (524–534)

- Frank Birodalom
  - Király: Király: I. Childebert (Párizs; 511–558)
  - Király: I. Theuderich (Metz, 511–533)
  - Király: I. Chlothar (Soissons, 511–558)

- Longobárdok
  - Király: Wacho (510–540)

### Britannia
- Kenti Királyság
  - Király: Ohta (512–522/539)
  - Király: Eormenric (522/539–560/585)

- Sussexi Királyság
  - Király: Cissa (kb 500–kb 550)

- Wessexi Királyság
  - Király: Cerdic (519–534)

- Essexi Királyság
  - Király: Æscwine (kb. 527–kb. 587)

- Dál Riata
  - Király: Comgall (507–538)

- Gwynedd
- Király: Maelgwn Hir ap Cadwallon (kb 520–kb 549)

## Ázsia
- Csampa
  - Király: I. Rudravarman (529–572)

- Ibériai Királyság
  - Király: Dacsi (502–534)

- India
  - Anuradhapura
    - Király: Szilakala Amboszamanera (526-539)

  - Gupta Birodalom
    - Király: II. Naraszimhagupta Baladitja (510–532)

  - Kadamba
    - Király: Ravivarman (500–538)

  - Pallava
    - Király: Buddhavarman (520–540)

- Japán
  - Császár: Keitai (507–531)

- Kína (Északi és déli dinasztiák kora)
  - Liang-dinasztia
    - Császár: Liang Vu-ti (502–549)

  - Északi Vej dinasztia
    - Császár: Vej Hsziaocsuang-ti (528-531)

- Korea
  - Pekcse
    - Király: Szong (523–554)

  - Kogurjo
    - Király: Andzsang (519–531)

  - Silla
    - Király: Pophung (514–540)

  - Kumgvan Kaja
    - Király: Kuhjong (521–532)

- Lahmid Királyság
  - Király: III. Mundir (505–554)

- Szászánida Birodalom
  - Nagykirály: I. Kavád (499–531)

## Afrika
- Vandálok
  - Király: Hilderich (523–530)
  - Király: Gelimer (530–534)

- Akszúmi Királyság
  - Akszúmi uralkodók listája

## Amerika
- Palenque]
  - Király: K'an Joy Chitam (529–565)

- Tikal
  - Király "Madárkarom" (527–537)

## Egyházfő
- Pápa: IV. Félix (526-530)
- Pápa: II. Bonifác (530–532)
- Konstantinápolyi pátriárka: Epiphaniosz (520–535)

## Fordítás
- Ez a szócikk részben vagy egészben  a   Liste der Staatsoberhäupter 530 című német Wikipédia-szócikk ezen változatának fordításán alapul.  Az eredeti cikk szerkesztőit annak laptörténete sorolja fel. Ez a jelzés csupán a megfogalmazás eredetét és a szerzői jogokat jelzi, nem szolgál a cikkben szereplő információk forrásmegjelöléseként.